# Låvdajávrásj
Låvdajávrásj, enligt tidigare ortografi Låutakjauratj, är en sjö i Jokkmokks kommun i Lappland och ingår i Luleälvens huvudavrinningsområde. Sjön har en area på 0,243 kvadratkilometer och ligger 760 meter över havet. Låvdajávrásj ligger delvis i Padjelanta Natura 2000-område och delvis i Sarek Natura 2000-område. Sjön avvattnas av vattendraget Låddejåhkå.

## Delavrinningsområde
Låvdajávrásj ingår i det delavrinningsområde (748366-155923) som SMHI kallar för Utloppet av Låutakjauratj. Medelhöjden är 801 meter över havet och ytan är 2,21 kvadratkilometer. Det finns ett avrinningsområde uppströms, och räknas det in blir den ackumulerade arean 86,68 kvadratkilometer. Låddejåhkå som avvattnar avrinningsområdet har biflödesordning 3, vilket innebär att vattnet flödar genom totalt 3 vattendrag (Vuojatädno, Stora Luleälv, Luleälven) innan det når havet efter 416 kilometer. Avrinningsområdet består mestadels av kalfjäll (89 procent). Avrinningsområdet har 0,24 kvadratkilometer vattenytor vilket ger det en sjöprocent på 10,9 procent.